# Provodnici vode
Provodnici vode su hidrotehničke građevine za transport vode. Voda se od mjesta zahvata u prirodi do mjesta korištenja dovodi provodnicima, koji se koriste i za raspodjelu vode na mjestu korištenja, te za odvod vode natrag u prirodu. Provodnici se prvenstveno razlikuju prema konstrukciji, te ih dijelimo na kanale, tunele i tlačne cjevovode. Na provodnicima izvode se odgovarajuće građevine i ugrađuje prema potrebi oprema.
Druga podjela prema kojoj se razlikuju provodnici vode, odnosi se na uvjete tečenja te razlikujemo provodnike kod kojih je:
- tečenje sa slobodnim vodnim licem i
- tečenje pod tlakom.

Dovodni kanali su u pravilu provodnici sa slobodnim vodnim licem, a cjevovodi provodnici s tečenjem pod tlakom. Razlikujemo tunele s tečenjem sa slobodnim vodnim licem i tečenjem pod tlakom. U kanalizaciji (odvodnja naselja) koriste se cijevi s tečenjem sa slobodnim vodnim licem, kod kojih ovisno o rješenju povremeno nastupa i tečenje pod tlakom.

## Tuneli s tečenjem pod tlakom
Tuneli s tečenjem pod tlakom izvode se kružnog presjeka. Primjenjuju se u slučaju većih oscilacija vodnih razina u području ulaza u tunel. Hidraulički je proračun jednak proračunu cijevi pod tlakom. Tuneli se vode najkraćom trasom, odnosno prema geološkim i geomehaničkim karakteristikama stijene kroz koju prolaze. U cilju pražnjenja tunel se izvodi s padom u smjeru tečenja barem 2 - 4  %. Obzirom na gubitke povoljno je da centralni kut u krivini bude veći od 600, a polumjer krivine od 5 promjera.

### Tuneli s tečenjem sa slobodnim vodnim licem
Tuneli s tečenjem sa slobodnim vodnim licem izvode se izduženih poprečnih profila koji prvenstveno ovise o brdskim tlakovima. Dimenzije se određuju kao i kod kanala uz pretpostavku jednoliko stacionarnog režima tečenja. Iznad razine vode ostavlja se slobodni prostor visine oko 20% visine poprečnog profila tunela. Pad dna tunela definiran je hidrauličkim proračunom i gospodarskim razlozima, te je postavljanje trase ograničeno u odnosu na tunel s tečenjem pod tlakom.

## Dovodni tunel hidroelektrana
Dovodni tunel hidroelektrana obično je kružnog presjeka, jer je to hidraulički i statički najpovoljniji oblik. Ali pri malim unutrašnjim tlakovima tuneli imaju oblik potkove. Optimalni je oblik D kružnog tunela, jer je zbroj troškova u elektroenergetskom sustavu minimalan. Prosječna brzina vode u dovodnom tunelu je od 3 do 4 m/s. Ulazna brzina ne treba iz hidrauličkih razloga biti veća od 1,2 m/s. Zbog toga, ulaz tunela ima ljevkasti oblik.
Rešetka sprječava ulaz u tunel nečistoćama koje plivaju ili plutaju. U oknu na kraju ulazne građevine postavlja se zatvarač, kojim se upravlja s površine. Mehanizam za dizanje ima hidraulički ili električni pogon. Okno je tako oblikovano da može izlaziti zrak kada se tunel puni. Zatvarač brtvi prema uzvodnoj strani, pa nizvodno okno služi i za ventilaciju. Prilikom punjenja zatvarač se samo malo podigne i tako ostaje sve dok se tunel ne napuni i dok se ne izravna tlak. Ako je dio dovoda izveden kao cjevovod, zatvarač mora imati uređaj za automatsko spuštanje, ako se ošteti cjevovod. Ventilacijsko okno služi za spuštanje vozila za kontrolu tunela u doba popravka (održavanje). 
Visinski položaj osi tunela na ulazu ovisi o minimalnoj radnoj razini u umjetnom jezeru, a vodne komore o najnižoj koti razine vode, koja se može pojaviti pri naglom otvaranju turbina. Da ne bi ulazio zrak u tunel, tjeme se tunela na kraju ulazne građevine nalazi jedan do dva promjera tunala ispod minimalne radne razine u jezeru, već prema brzini vode u tunelu. Slično vrijedi i za vodnu komoru.
Probijanje tunela sa skelom i nizom bušilica zahtijeva velike prekope i poskupljuje betonsku oblogu, pa se znatno premašuje uobičajeno predviđeno povećanje presjeka od 8 %. To se izbjegava upotrebom rotacijskih strojeva s glodalicama ili “krtice”, koje sijeku točan kružni profil. Tako se ne samo smanjuje opseg radova, nego se i ne pogoršava kvaliteta stijene, jer se one ne miniraju. No, zato ima drugih poteškoća koje se pojavljuju kad brdski masiv nije jednolično stjenovit i kad se pojavi voda. 
Voda otežava i poskupljuje radove. Vrela se moraju kaptirati, a kaverne ostaviti nazatrpane da se nakon kiše omogući otjecanje vode. Posebno su poteškoće u nas u kršu, gdje se nailazi nekada na velike vodonosne pukotine i kaverne. Betonska obloga može biti izvedena od prskanog betona, djelomično od montažnih elemanata ili pomoću “teleskopske oplate”. Prvi način dolazi u obzir kada se radi s “krticom”. U nas se još uvijek više primjenjuje betoniranje zbijanjem pomoću pervibratora.
Zbog radijalnog djelovanja tlaka vode u oblozi pojavljuju se naponi zatezanja, odnosno tangencijalni napon, što može uzrokovati pucanje prstena i gubitak vode veći od dozvoljenog, jer je obloga relativno tanka s obzirom na promjer tunela (obično 300 do 600 mm nearmirana ili armirana). Da se to spriječi, iza obloge se utiskuje cementni malter i cementno mlijeko pomoću injekcija. Vezno injektiranje osigurava dobru vezu između betona i okolne stijene i popunjava šupljine u betonu. Uzrokuje, u neku ruku, prednaprezanje obloge, ako se dobro izvede, i na taj način sprječava pucanje obloge. Ako je brdski masiv slabih elastičnih svojstava, izvodi se konsolidacijsko injektiranje do dubine 3 do 5 metara i time poboljšava kvaliteta stijene, sprječavaju se veće deformacije i pucanje obloge. Broj je injekcionih bušotina u profilu veći od tri, ovisan o promjeru tunela, a njihov je raspored uzduž tunela izmjeničan. 
Obloga tunela proračunava se statičkim proračunima, a danas se mnogo bolje može dimenzionirati obloga i utvrditi naponsko stanje u oblozi i oko nje pomoću metode konačnih elemenata. Sve metode traže dobro poznavanje geomehaničkih svojstava brdske mase oko tunela, pa se ona u toku gradnje statički i dinamički ispituje. Promjeri dovodnih tunela kod nas su do 8 metara, a u svijetu i više.
Neobloženi dovodni tuneli mogu se graditi kad su stijene čvrste i vodonepropusne. U pogonu se urušava materijal, pa se na kraju tunela grade velike taložne komore, radi zaštite turbine od ostećenja (na primjer, tunel za evakuaciju velikih voda Konavoskog polja). Praksa je pokazala da u takvim tunelima nastaju veća obrušavanja zbog djelovanja vode pod tlakom iz tunela.
Danas se uglavnom pri izgradnji koristi “novi austrijski postupak” – pri kojem se iskop podzemnih prostorija (tunel) izvodi bez privremene podgrade, a nakon iskopa, ako je potrebno osigurava se tjeme, bokovi prostorije i podnožni svod sustavom čeličnih sidara, prskanim betonom, a u najnepovoljnijim uvjetima i čeličnim lukovima (remenatima) i slojem armiranog betona.

## Odvod iz strojarnice
Nadzemne strojarnice nalaze se uz rijeku; iz turbine voda otječe neposredno u korito rijeke ili kanalom, ako je strojarnica udaljena od obale. Kanal se gradi kao u niskotlačnim hidroelektranama, iako ima potpuno obloženih kanala, kada nema poteškoća s podzemnom vodom. Iz podzemnih hidroelektrana voda se odvodi tunelom, koji završava u koritu rijeke ili u odvodnom kanalu. Ako je tunel dug, a protok velik ili se razina vode u koritu znatno mijenja, voda otječe pod tlakom, pa je potrebna donja vodna komora, koja se dimenzionira na istim principima, kao i gornja. Gornji dio donje vodne komore povezan je s atmosferom, i to obično kroz pristupni tunel. Brzine vode u odvodnom tunelu iznose 2 do 3 m/s. Tlačni tuneli su obično obloženi radi smanjenja hrapavosti. Na kraju tunela moraju se predvidjeti vodilice za postavljanje pomoćnih zatvarača i uređaji za njihovo podizanje, da bi se kanal mogao pregledati i popraviti. 
Ako je odvod gravitacijski, oblaže se samo protjecajni profil, a tjeme se tunela osigurava, kad je potrebno, sidrima i pocinčanom mrežom ili torkretom. Slobodni profil iznad maksimalne razine, mora biti toliki da se ne zaguši vodni tunel pri otvaranju turbina. Od utjecaja morskih valova, odvodni tunel se zaštićuje posebnom konstrukcijom izlazne građevine ili zaštitnim valobranom. 
S obzirom na nizak položaj ovih tunela u usporedbi s razinom podzemne vode, treba uvijek očekivati poteškoće. Od podzemnog smještaja strojarnice HE Orlovac moralo se odustati zbog relativno velikog i stalnog priliva podzemne vode u pristupnom i u odvodnom tunelu.